# Ehrenrecht
Ein Ehrenrecht ist in einer Ständeordnung ein bestimmten Standespersonen vorbehaltenes Recht, das meist auf Herkommen beruhte oder durch ein Privileg verliehen wurde.
Es ist Ausdruck einer bevorzugten Stellung. Dazu gehörten Titel, Insignien, Orden und Ehrenzeichen, die namentliche Erwähnung im Kirchengebet oder militärische Ehrenbezeigungen.
In Deutschland wurden die adeligen Vorrechte mit Art. 109 der Weimarer Verfassung (WRV) zugunsten allgemeiner Bürgerrechte abgeschafft. Eine Ausnahme stellen auch nach Inkrafttreten des Grundgesetzes die mit einem Kirchenpatronat verbundenen Ehrenrechte dar (Art. 140 GG, Art. 137 Abs. 3 Satz 2 WRV).
Ehrenrechte spielen im militärischen und diplomatischen Protokoll noch eine Rolle, außerdem als Anerkennung besonderer Verdienste, etwa in Form des Ehrensolds sowie durch Verleihung einer Ehrenbürgerschaft oder Ehrendoktorwürde. 
Von den ständischen Ehrenrechten zu unterscheiden sind die nicht an Herkunft oder Stand, sondern allein an die Staatsangehörigkeit gebundenen bürgerlichen Ehrenrechte.